# 고아미촌
고아미촌(小阿弥村)은 아오모리현 기타쓰가루군에 설치되었던 촌이다.

## 연혁
- 1889년 4월 1일 - 정촌제 시행에 의해 기타쓰가루군 오타와라촌, 다카마스촌, 가시와기촌, 모란모리촌, 이츠키가타촌, 고모리촌을 합병해, 고아미촌이 발족하였다.
- 1955년 3월 10일 - 기타쓰가루군 이타야나기정, 소에카와촌, 미나미쓰가루군 하타오카촌과 합병해, 이타야나기정을 신설되어 소멸하였다.